# Tabačnyj
Tabačnyj (in lingua russa Табачный) è un centro abitato dell'Adighezia, situato nel Majkopskij rajon. La popolazione era di 1.980 abitanti al dicembre 2018. Ci sono 52 strade.